# Siva ekonomija
Siva ekonomija, siva zona ili neformalni sektor, je izraz koji u najširem smislu označava ekonomske aktivnosti nad kojima država nema odgovarajući nadzor, odnosno koje se nalaze na rubu zakona ili u tzv. "sivoj" zoni. U užem smislu se pod time podrazumijevaju "normalne" ekonomske aktivnosti vezane uz obične robe i usluge, a koje nisu zakonski prijavljene, npr. angažiranje radnika na crno, neplaćanje poreza prilikom kupoprodaja i sl. U svakodnevnom govoru naziva se i "rad u fušu".
Siva ekonomija dio je gospodarstva, koji se ne pojavljuje u službenim statistikama. Takva ekonomija nije oporezovana, i ne pridonosi bruto domaćem proizvodu države. U zemljama u razvoju preko 70% ljudi radi u ovom obliku gospodarstva. Oni su samozaposleni, jer je teško naći nekoga da ih zaposli. Ljudi koji rade u ovom obliku ekonomije nemaju socijalnu pomoć ili socijalno osiguranje, koje država daje onima koji su porezni obveznici.
Ilegalna ekonomija kao tip ekonomske aktivnosti obično uključuje vrlo širok skup djelatnosti (proizvodnja i distribucija droge, prostitucija, kockanje, falsificiranje, prisilna naplata dugova, zelenaštvo, ucjene, otmice, reketaranje, krađa). Zbog ilegalnoga karaktera djelatnosti odgovarajuće robe i usluge prisutne u takvim tokovima ne bi smjele tretirati kao »dobra«, nego, naprotiv, trebale bi imati status u kategoriji društvenoga »zla«.
Obično su većina zaposlenih u tom obliku ekonomije žene. Šezdeset posto radnica u zemljama u razvoju su zaposlene u neformalnom sektoru. Većina žena u zemljama u razvoju radi kod kuće, jer moraju voditi brigu o djeci, ili prodaju na ulici, a obje vrste rada klasificirane su u neformalni sektor. Žene su obične te koje traže posao, a ne one koje zapošljavaju druge.
Prema procjeni Svjetske banke, oko 32 posto ekonomskih aktivnosti u Bugarskoj odvija se u sivoj zoni, a 29 posto u Rumunjskoj, za razliku od samo 7 posto u Austriji.